# Jehad Al Baour
Jehad Al Baour (en árabe: جهاد الباعور‎; Damasco, Siria, 27 de junio de 1987) es un futbolista de Siria que juega en la posición de defensa. Desde 2020 juega con el Al-Jaish Damasco de la Liga Premier de Siria.

## Carrera

### Club
| Periodo   | Club              |
| --------- | ----------------- |
| 2005–2013 | Al-Jaish Damasco  |
| 2013–2014 | Tripoli SC        |
| 2014      | Al-Faisaly Amman  |
| 2015      | Al-Jazeera Club   |
| 2015–2017 | Al-Wehda Mecca    |
| 2017–2018 | Al-Ramtha SC      |
| 2018–2019 | Riffa SC          |
| 2019–2020 | Al-Ittihad Aleppo |
| 2020–     | Al-Jaish Damasco  |

### Selección nacional
Debutó con Siria en 2011 y ha participado en dos ocasiones en la Copa Asiática.

## Logros
- Liga Premier de Siria (1): 2009/10